# Il segreto di padre Brown
Il segreto di padre Brown è il quarto volume di racconti gialli dello scrittore inglese G.K.Chesterton, composto nel 1927 e facente parte della raccolta di libri che ha come protagonista padre Brown.

## Composizione
Ogni libro della raccolta è composto da storie brevi, qui di seguito i titoli che vanno a comporre Il segreto di padre Brown:
- Il segreto di padre Brown, titolo originale The secret of Father Brown
- Lo specchio del magistrato, titolo originale The mirror of the magistrate
- L'uomo con due barbe, titolo originale The man with two beards
- La canzone dei pesci volanti, titolo originale The song of the flying fish
- L'attore e l'alibi, titolo originale The actor and the alibi
- La sparizione di Vaudrey, titolo originale The vanishing of Vaudrey
- Il peggior crimine del mondo, titolo originale The worst crime in the world
- La Luna Rossa di Meru, titolo originale The Red Moon of Meru
- Il luttuoso signore di Marne, titolo originale The chief mourner of Marne
- Il segreto di Flambeau, titolo originale The secret of Flambeau

## Edizioni
- G.K.Chesterton, Il segreto di padre Brown, traduzione di Ferrari P., L'opera di Chesterton, Piemme, 1999,  pp.232, ISBN 978-88-384-2911-8.